# 백제불교 최초 도래지
백제불교 최초 도래지(百濟佛敎 最初 渡來地)는 전라남도 영광군 법성면 진내리에 있는 불교 성지이다.

## 개요
인도의 승려로 알려진 마라난타 존자가 백제에 와서 불법(佛法)과 불도(佛道)를 전래한 곳으로 알려졌으며 1998년 동국대학교 교수진들이 학술연구와 고증을 통해서 현재의 영광 법성포 지역이 백제 불교의 시작지였다는 것이 알려졌고, 영광군이 이를 기념하여 현재의 법성포 지역에 백제불교가 최초로 도래되었던 관광지를 개발하였다.
마라난타는 백제왕조 당시 지금의 영광 지역에 와서 백제에 불교를 전래하였던 것으로 알려졌고, 법성면의 법성도 불교의 법(法)과 마라난타를 의미하는 성(聖)이 있는 것으로 알려졌다. 
일주문은 인도 간다라 양식의 관문이며 간다라 불교의 유물이 전시되어있는 간다라유물관과 법당 등이 있다.

## 갤러리

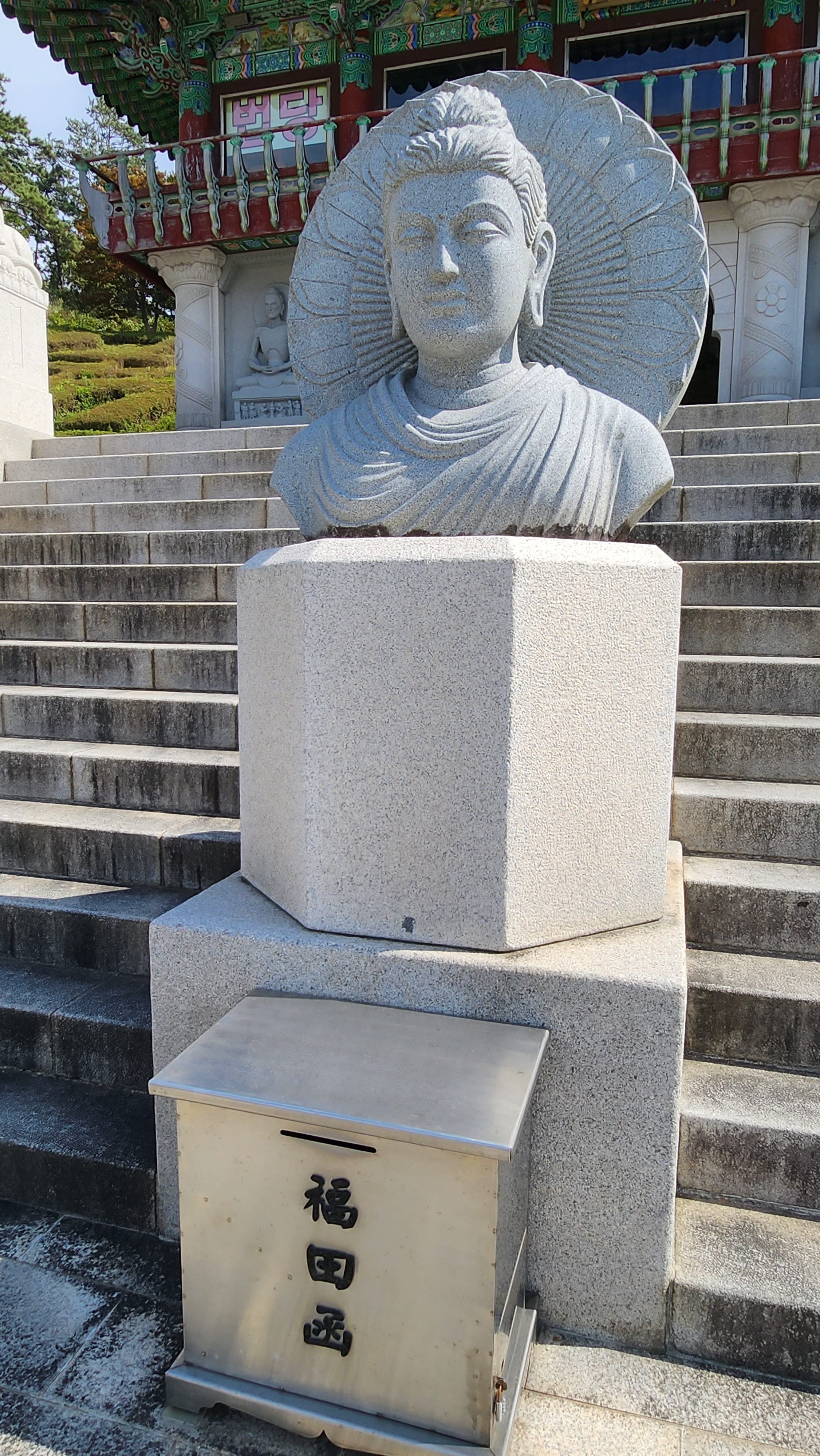
사면대불 동상
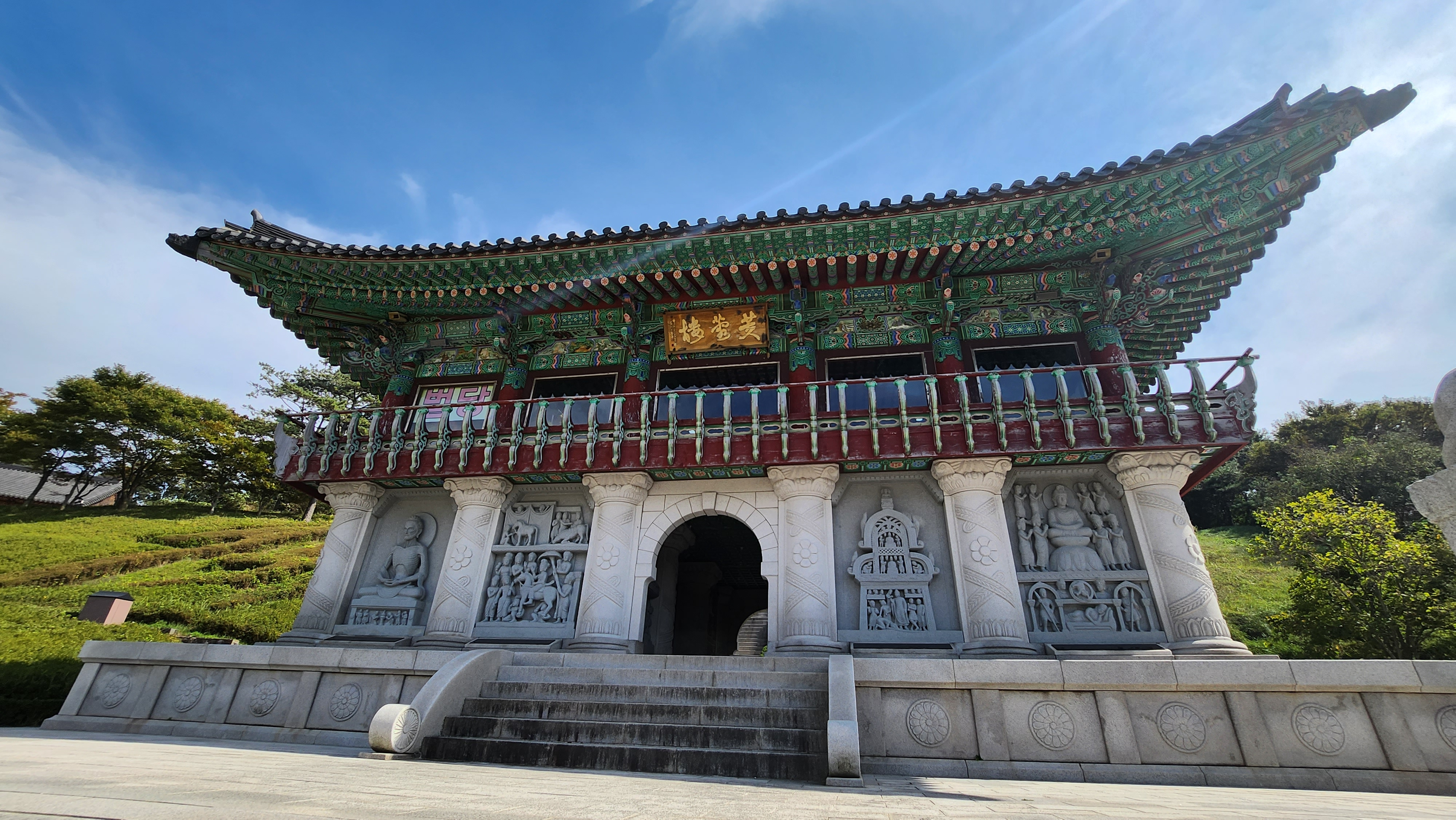
부용루
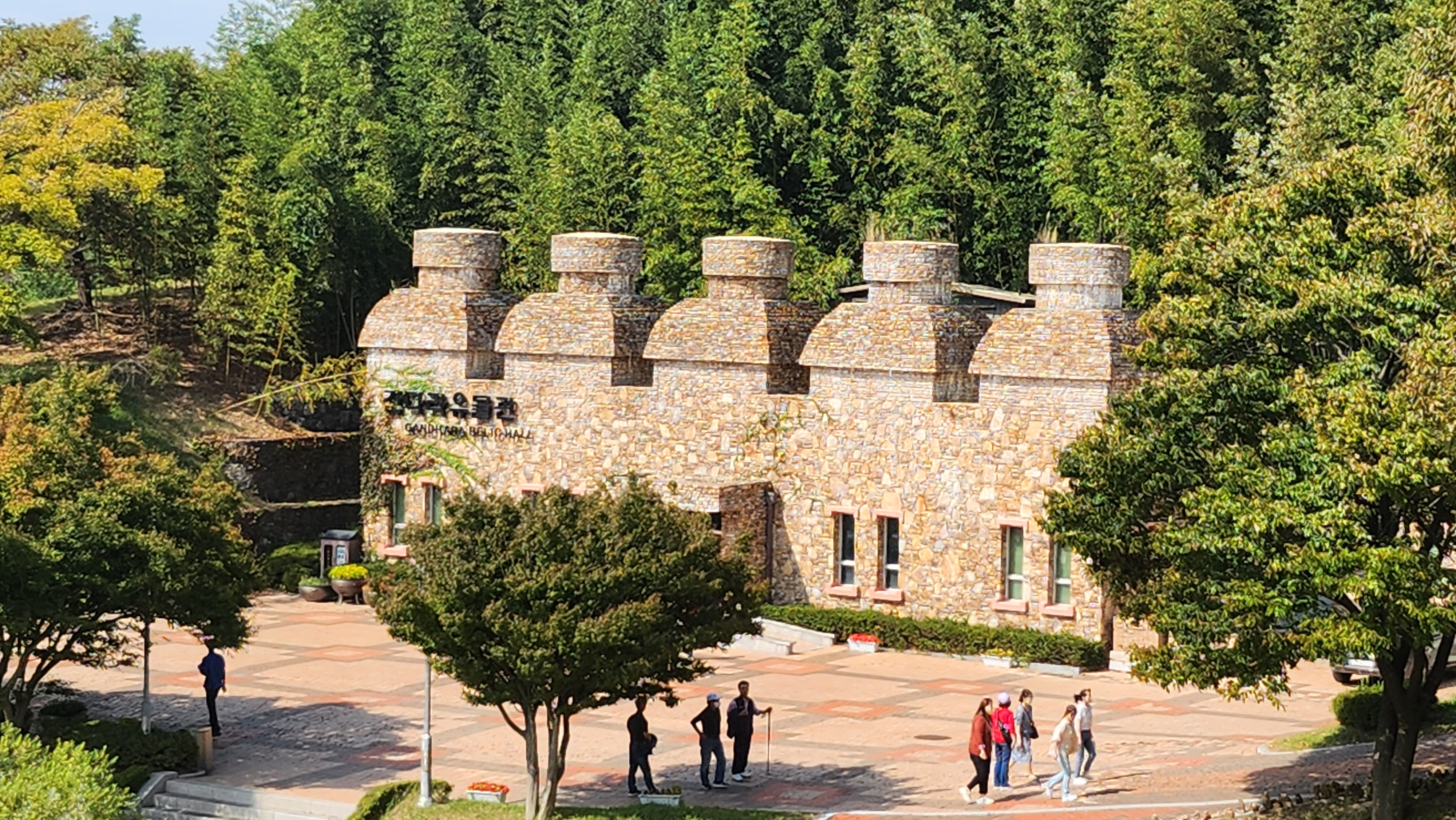
간다라유물관

## 주변관광지
- 백수해안도로
- 법성포 굴비거리
- 숲쟁이 꽃동산

## 교통
- 영광종합버스터미널에서 홍농터미널로 가는 영광군의 농어촌버스를 타고 법성포에서 하차.